# 4924 Hiltner
4924 Hiltner è un asteroide della fascia principale. Scoperto nel 1981, presenta un'orbita caratterizzata da un semiasse maggiore pari a 2,1541451 UA e da un'eccentricità di 0,2146339, inclinata di 1,72683° rispetto all'eclittica.